# Hong Kong aux Jeux olympiques d'été de 2000
Hong Kong participe aux Jeux olympiques d'été de 2000 à Sydney. Il s'agit de sa 12e participation aux Jeux olympiques d'été mais pour la 1re fois sous le nom Hong Kong, Chine

## Athlétisme

### Homme

#### Course
| Athlètes                                                      | Compétition      | Série    | Série | Finale   | Finale   |
| ------------------------------------------------------------- | ---------------- | -------- | ----- | -------- | -------- |
| Athlètes                                                      | Compétition      | Résultat | Rang  | Résultat | Rang     |
| Chiang Wai Hung                                               | 100m             | 10.64    | 6e    | Eliminé  | Eliminé  |
| Chiang Wai Hung Ho Kwan Lung Tang Hon Sing William To Wai Lok | Relais 4 x 100 m | 40 s 15  | 33e   | Éliminés | Éliminés |

### Femme

#### Course
| Athlètes            | Compétitions | Série | Série    | Demi-Finales | Demi-Finales | Finale   | Finale   |
| ------------------- | ------------ | ----- | -------- | ------------ | ------------ | -------- | -------- |
| Athlètes            | Compétitions | Temps | Rang     | Temps        | Rang         | Temps    | Rang     |
| Man Yee Maggie Chan | 5000 m       | 43e   | 16:20:43 | Éliminée     | Éliminée     | Éliminée | Éliminée |
| Man Yee Maggie Chan | 10 000 m     | 39e   | 35:21:20 | Éliminée     | Éliminée     | Éliminée | Éliminée |

## Aviron
Légende: FA = finale A (médaille) ; FB = finale B (pas de médaille) ; FC = finale C (pas de médaille) ; FD = finale D (pas de médaille) ; FE = finale E (pas de médaille) ; FF = finale F (pas de médaille) ; SA/B = demi-finales A/B ; SC/D = demi-finales C/D ; SE/F = demi-finales E/F ; QF = quarts de finale; R= repêchage
| Athlète                 | Compétition                          | Séries        | Séries | Repêchage     | Repêchage | Demi-finales  | Demi-finales | Finale        | Finale |
| Athlète                 | Compétition                          | Temps         | Rang   | Temps         | Rang      | Temps         | Rang         | Temps         | Rang   |
| ----------------------- | ------------------------------------ | ------------- | ------ | ------------- | --------- | ------------- | ------------ | ------------- | ------ |
| Lo Sing Yan Lui Kam Chi | Deux de couple poids légers masculin | 7 min 09 s 75 | 5e R   | 7 min 05 s 05 | 4e FC     | exempts       | exempts      | 6 min 49 s 19 | 4e     |
| Fenella Ng              | Skiff féminin                        | 8 min 19 s 88 | 5e R   | 8 min 16 s 62 | 4e SC/D   | 8 min 21 s 40 | FC 3e        | 8 min 11 s 06 | 4e     |

## Badminton

### Simples
| Athlète              | Compétition   | 1/16e de finale                    | 1/8e de finale   | Quarts de finale | Demi-finales     | Finale           | Finale   |
| Athlète              | Compétition   | Adversaire Score                   | Adversaire Score | Adversaire Score | Adversaire Score | Adversaire Score | Rang     |
| -------------------- | ------------- | ---------------------------------- | ---------------- | ---------------- | ---------------- | ---------------- | -------- |
| Tam Kai Chuen        | Simple hommes | battu par Hendrawan 7-15, 7-15     | Éliminé          | Éliminé          | Éliminé          | Éliminé          | Éliminé  |
| Ng Wei               | Simple hommes | battu par Ji X 15-7, 4-15, 11-15   | Éliminé          | Éliminé          | Éliminé          | Éliminé          | Éliminé  |
| Koon Wai Chee Louisa | Simple dames  | battue par Morgan 11-8, 3-11, 1-11 | Éliminée         | Éliminée         | Éliminée         | Éliminée         | Éliminée |
| Ling Wanting         | Simple dames  | battue par Gong 4-11, 3-11         | Éliminée         | Éliminée         | Éliminée         | Éliminée         | Éliminée |

### Doubles
| Athlète                            | Compétition   | 1/32e de finale                                     | 1/16e de finale  | 1/8e de finale   | Quarts de finale | Demi-finales     | Finale           | Finale    |
| Athlète                            | Compétition   | Adversaire Score                                    | Adversaire Score | Adversaire Score | Adversaire Score | Adversaire Score | Adversaire Score | Rang      |
| ---------------------------------- | ------------- | --------------------------------------------------- | ---------------- | ---------------- | ---------------- | ---------------- | ---------------- | --------- |
| Koon Wai Chee Louisa Ling Wanting  | Double femmes | battues par Kirkegaard / Olsen 9-15, 15-13, 5-15    | Éliminées        | Éliminées        | Éliminées        | Éliminées        | Éliminées        | Éliminées |
| Koon Wai Chee Louisa Tam Kai Chuen | Double mixte  | battus par Bergström / Karlsson 13-15, 15-10, 12-15 | Éliminés         | Éliminés         | Éliminés         | Éliminés         | Éliminés         | Éliminés  |

## Cyclisme

### VTT
| Athlète                | Compétition              | Temps         | Rang |
| ---------------------- | ------------------------ | ------------- | ---- |
| Yueng Alexandra Ka-Wah | Cross-country VTT femmes | 2 h 11 min 29 | 27e  |

### Cyclisme sur piste
| Athlète     | Compétition              | Points | Rang |
| ----------- | ------------------------ | ------ | ---- |
| Wong Kam Po | Course aux points hommes | 14     | 11e  |

## Natation
| Athlète               | Épreuve          | Séries        | Séries | Demi-finales | Demi-finales | Finale  | Finale  |
| Athlète               | Épreuve          | Temps         | Rang   | Temps        | Rang         | Temps   | Rang    |
| --------------------- | ---------------- | ------------- | ------ | ------------ | ------------ | ------- | ------- |
| Mark Kin Ming Kwok    | 200 m nage libre | 1 min 52 s 71 | 26e    | Éliminé      | Éliminé      | Éliminé | Éliminé |
| Mark Kin Ming Kwok    | 400 m nage libre | 3 min 58 s 94 | 30e    | Éliminé      | Éliminé      | Éliminé | Éliminé |
| Mark Kin Ming Kwok    | 200 m papillon   | 2 min 01 s 99 | 32e    | Éliminé      | Éliminé      | Éliminé | Éliminé |
| Matthew Hon Ming Kwok | 100 m brasse     | 1 min 05 s 28 | 50e    | Éliminé      | Éliminé      | Éliminé | Éliminé |
| Tam Chi Kin           | 200 m brasse     | 2 min 24 s 04 | 42e    | Éliminé      | Éliminé      | Éliminé | Éliminé |
| Lik Sun Fong          | 200 m brasse     | 2 min 05 s 47 | 33e    | Éliminé      | Éliminé      | Éliminé | Éliminé |
| Lik Sun Fong          | 200 m 4 nages    | 2 min 09 s 00 | 46e    | Éliminé      | Éliminé      | Éliminé | Éliminé |
| Lik Sun Fong          | 400 m 4 nages    | 4 min 29 s 02 | 34e    | Éliminé      | Éliminé      | Éliminé | Éliminé |
| Wing Harbeth Fu       | 50 m nage libre  | 24 s 20       | 53e    | Éliminé      | Éliminé      | Éliminé | Éliminé |

| Athlète                | Épreuve         | Séries        | Séries | Demi-finales | Demi-finales | Finale   | Finale   |
| Athlète                | Épreuve         | Temps         | Rang   | Temps        | Rang         | Temps    | Rang     |
| ---------------------- | --------------- | ------------- | ------ | ------------ | ------------ | -------- | -------- |
| Hiu Wai Sherry Tsai    | 50 m nage libre | 27 s 38       | 47e    | Éliminée     | Éliminée     | Éliminée | Éliminée |
| Hiu Wai Sherry Tsai    | 100 m brasse    | 1 min 05 s 28 | 33e    | Éliminée     | Éliminée     | Éliminée | Éliminée |
| Yan Kay Flora Kong     | 100 m papillon  | 1 min 04 s 09 | 42e    | Éliminée     | Éliminée     | Éliminée | Éliminée |
| Chan Wing Suet         | 200 m papillon  | 2 min 19 s 86 | 33e    | Éliminée     | Éliminée     | Éliminée | Éliminée |
| Caroline Sin Wing Chiu | 100 m brasse    | 1 min 15 s 87 | 36e    | Éliminée     | Éliminée     | Éliminée | Éliminée |

## Plongeon
| Athlète | Compétition                | Éliminatoires | Éliminatoires | Demi-finale | Demi-finale | Finale  | Finale  |
| Athlète | Compétition                | Points        | Rang          | Points      | Rang        | Points  | Rang    |
| ------- | -------------------------- | ------------- | ------------- | ----------- | ----------- | ------- | ------- |
| Yu Yuet | Tremplin à 3 mètres hommes | 227,64        | 48e           | Éliminé     | Éliminé     | Éliminé | Éliminé |

## Tennis de table
| Athlète                  | Compétition | Phase de groupes                 | Phase de groupes               | Phase de groupes | 1/32e de finale                 | 1/16e de finale  | Quarts de finale | Demi-finales     | Finale           | Finale   |
| Athlète                  | Compétition | Adversaire Score                 | Adversaire Score               | Rang             | Adversaire Score                | Adversaire Score | Adversaire Score | Adversaire Score | Adversaire Score | Rang     |
| ------------------------ | ----------- | -------------------------------- | ------------------------------ | ---------------- | ------------------------------- | ---------------- | ---------------- | ---------------- | ---------------- | -------- |
| Cheung Yuk               | Simple      | bat Hoyama 3 - 2                 | bat Liu 3 - 1                  | 1 Q              | battu par Matsuhita 0 - 3       | Éliminé          | Éliminé          | Éliminé          | Éliminé          | Éliminé  |
| Leung Chu Yan            | Simple      | battu par Ryu 0 - 3              | battu par Smythe 2 - 3         | 3                | Éliminé                         | Éliminé          | Éliminé          | Éliminé          | Éliminé          | Éliminé  |
| Cheung Yuk Leung Chu Yan | Double      | battent Kreanga et Tsiokas 2 - 1 | battent Gerada et Smythe 2 - 0 | 1 Q              | battus par Lee C-S et Ryu 3 - 2 | Éliminés         | Éliminés         | Éliminés         | Éliminés         | Éliminés |

| Athlète                | Compétition | Phase de groupes                      | Phase de groupes             | Phase de groupes | 1/32e de finale  | 1/16e de finale  | Quarts de finale | Demi-finales     | Finale           | Finale    |
| Athlète                | Compétition | Adversaire Score                      | Adversaire Score             | Rang             | Adversaire Score | Adversaire Score | Adversaire Score | Adversaire Score | Adversaire Score | Rang      |
| ---------------------- | ----------- | ------------------------------------- | ---------------------------- | ---------------- | ---------------- | ---------------- | ---------------- | ---------------- | ---------------- | --------- |
| Song Ah Sim            | Simple      | battue par Palina 0 - 3               | bat Musoke 3 - 0             | 2                | Éliminée         | Éliminée         | Éliminée         | Éliminée         | Éliminée         | Éliminée  |
| Wong Ching             | Simple      | battue par Melnik 2 - 3               | bat Abdul-Aziz (en) 3 - 0    | 2                | Éliminée         | Éliminée         | Éliminée         | Éliminée         | Éliminée         | Éliminée  |
| Song Ah Sim Wong Ching | Double      | battues par Fujinuma et Konichi 1 - 2 | battent Morel et Tepes 2 - 0 | 2                | Éliminées        | Éliminées        | Éliminées        | Éliminées        | Éliminées        | Éliminées |

## Tir
| Athlète     | Compétition                 | Qualification | Qualification | Finale  | Finale  |
| Athlète     | Compétition                 | Points        | Rang          | Points  | Rang    |
| ----------- | --------------------------- | ------------- | ------------- | ------- | ------- |
| Li Hao Jian | Pistolet 25 m rapide hommes | 571           | 18e           | Éliminé | Éliminé |

## Voile
| Athlète   | Compétition | Régate 1 | Régate 2 | Régate 3 | Régate 4 | Régate 5 | Régate 6 | Régate 7 | Régate 8 | Régate 9 | Régate 10 | Régate 11 | Régate 12 | Medal Race | Total | Rang |
| Athlète   | Compétition | Score    | Score    | Score    | Score    | Score    | Score    | Score    | Score    | Score    | Score     | Score     | Score     | Score      | Total | Rang |
| --------- | ----------- | -------- | -------- | -------- | -------- | -------- | -------- | -------- | -------- | -------- | --------- | --------- | --------- | ---------- | ----- | ---- |
| Chi Ho Ho | Mistral     | 12       | 29       | 29       | 19       | 24       | 31       | 27       | 13       | 18       | 32        | Non couru | Non couru | 29         | 200   | 28e  |

| Athlète      | Compétition | Régate 1 | Régate 2 | Régate 3 | Régate 4 | Régate 5 | Régate 6 | Régate 7 | Régate 8 | Régate 9 | Régate 10 | Régate 11 | Régate 12 | Medal Race | Total | Rang |
| Athlète      | Compétition | Score    | Score    | Score    | Score    | Score    | Score    | Score    | Score    | Score    | Score     | Score     | Score     | Score      | Total | Rang |
| ------------ | ----------- | -------- | -------- | -------- | -------- | -------- | -------- | -------- | -------- | -------- | --------- | --------- | --------- | ---------- | ----- | ---- |
| Lee Lai Shan | Mistral     | 5        | 10       | 5        | 8        | 17       | 10       | 6        | 6        | 4        | 5         | Non couru | Non couru | 20         | 59    | 6e   |

## Source
- (en) Cet article est partiellement ou en totalité issu de l’article de Wikipédia en anglais intitulé « Hong Kong at the 2000 Summer Olympics » (voir la liste des auteurs).